# Garcinia beccarii
Garcinia beccarii är en tvåhjärtbladig växtart som beskrevs av Jean Baptiste Louis Pierre. Garcinia beccarii ingår i släktet Garcinia och familjen Clusiaceae. Inga underarter finns listade i Catalogue of Life.